# Hico (Texas)
Hico es una ciudad ubicada en el condado de Hamilton en el estado estadounidense de Texas. En el Censo de 2010 tenía una población de 1.379 habitantes y una densidad poblacional de 296,13 personas por km².

## Geografía
Hico se encuentra ubicada en las coordenadas 31°59′9″N 98°1′44″O / 31.98583, -98.02889. Según la Oficina del Censo de los Estados Unidos, Hico tiene una superficie total de 4.66 km², de la cual 4.65 km² corresponden a tierra firme y (0.06%) 0 km² es agua.

## Demografía
Según el censo de 2010, había 1.379 personas residiendo en Hico. La densidad de población era de 296,13 hab./km². De los 1.379 habitantes, Hico estaba compuesto por el 88.25% blancos, el 0.58% eran afroamericanos, el 0.73% eran amerindios, el 0% eran asiáticos, el 0% eran isleños del Pacífico, el 8.41% eran de otras razas y el 2.03% pertenecían a dos o más razas. Del total de la población el 16.46% eran hispanos o latinos de cualquier raza.